# العلاقات الأندورية الفرنسية
العلاقات الأندورية الفرنسية هي العلاقات الثنائية التي تجمع بين أندورا وفرنسا.

## مقارنة بين البلدين
هذه مقارنة عامة ومرجعية للدولتين:
| وجه المقارنة                                              | أندورا                                                     | فرنسا                                                    |
| --------------------------------------------------------- | ---------------------------------------------------------- | -------------------------------------------------------- |
| المساحة (كم2)                                             | 468                                                        | 643.80 ألف                                               |
| عدد السكان (نسمة)                                         | 76.18 ألف                                                  | 67.12 مليون                                              |
| الكثافة السكانية (ن./كم²)                                 | 16.28 ألف                                                  | 104.26                                                   |
| العاصمة                                                   | أندورا لا فيلا                                             | باريس                                                    |
| اللغة الرسمية                                             | اللغة الكتالونية                                           | لغة فرنسية                                               |
| العملة                                                    | يورو                                                       | يورو، فرنك س ف ب، فرنك فرنسي، Livre tournois ‏            |
| الناتج المحلي الإجمالي (بليون دولار)                      | 3.01 مليار                                                 | 2.58 تريليون                                             |
| الناتج المحلي الإجمالي (تعادل القوة الشرائية) بليون دولار |                                                            | 2.87 تريليون                                             |
| الناتج المحلي الإجمالي الاسمي للفرد دولار أمريكي          |                                                            | 36.20 ألف                                                |
| الناتج المحلي الإجمالي للفرد دولار أمريكي                 |                                                            | 39.33 ألف                                                |
| مؤشر التنمية البشرية                                      | 0.858                                                      | 0.888                                                    |
| رمز المكالمات الدولي                                      | +376                                                       | +33                                                      |
| رمز الإنترنت                                              | .ad                                                        | .fr، .bzh ‏، .tf، .re، .wf، .yt، .pm، .paris              |
| المنطقة الزمنية                                           | ت ع م+01:00، توقيت وسط أوروبا، ت ع م+02:00، أوروبا/أندورا ‏ | أوروبا/باريس ‏، توقيت وسط أوروبا، توقيت وسط أوروبا الصيفي |

## مدن متوأمة
في ما يلي قائمة باتفاقيات التوأمة بين مدن أندورية وفرنسية:
- ترتبط أندورا لا فيلا مع فوا باتفاقية توأمة.

## منظمات دولية مشتركة
يشترك البلدان في عضوية مجموعة من المنظمات الدولية، منها:
| علم المنظمة | اسم المنظمة                    | تاريخ انضمام أندورا | تاريخ انضمام فرنسا |
| ----------- | ------------------------------ | ------------------- | ------------------ |
|             | الاتحاد الدولي للاتصالات       | 12 نوفمبر 1993      | 1866               |
|             | منظمة حظر الأسلحة الكيميائية   | ?                   | ?                  |
|             | يونسكو                         | 20 أكتوبر 1993      | 4 نوفمبر 1946      |
|             | مجلس أوروبا                    | ?                   | 5 مايو 1949        |
|             | الأمم المتحدة                  | 28 يوليو 1993       | 24 أكتوبر 1945     |
|             | منظمة الشرطة الجنائية الدولية  | ?                   | ?                  |
|             | منظمة الأمن والتعاون في أوروبا | 25 أبريل 1996       | 25 يونيو 1973      |

## وصلات خارجية
- موقع وزارة الخارجية الأندورية
- موقع وزارة الخارجية الفرنسية